# Nazanin Zaghari-Ratcliffe
Nazanin Zaghari-Ratcliffe (en persan : نازنین زاغری), née le 26 décembre 1978 est une  irano-britannique détenue en Iran du 3 avril 2016 au 16 mars 2022.

## Biographie

### Jeunesse et installation en Grande-Bretagne
Nazanin Zaghari-Ratcliffe est née et a grandi à Téhéran. Elle étudie la littérature anglaise à l'Université de Téhéran avant de devenir professeur d'anglais. À la suite du séisme de 2003 à Bam, elle participe en tant que traductrice à l'effort de secours de l'Agence japonaise de coopération internationale. Elle travaille ensuite pour la Fédération internationale des Sociétés de la Croix-Rouge et du Croissant-Rouge, puis pour à l'Organisation mondiale de la santé en tant que responsable de la communication.
En 2007, Zaghari-Ratcliffe déménage au Royaume-Uni après avoir reçu une bourse d'études pour réaliser une maîtrise en gestion de la communication à l'Université métropolitaine de Londres.
Elle s'y marie en aout 2009 avec Richard Ratcliffe et une fille nait en 2014 de ce mariage. Zaghari-Ratcliffe devient  citoyen britannique en 2013. Elle retourne régulièrement en Iran voir sa famille restée dans le pays.
Zaghari-Ratcliffe travaille pour la BBC World Service Trust de février 2009 à octobre 2010, puis pour la Fondation Thomson Reuters.

### Arrestation et emprisonnement
Début septembre 2016, elle est condamnée à cinq ans de prison pour "complot visant à renverser le gouvernement iranien". Elle est temporairement libérée le 17 mars 2020 pendant la pandémie de COVID-19 en Iran, tout en restant en résidence surveillée.
Le procureur général de Téhéran a déclaré en octobre 2017 que Zaghari-Ratcliffe était détenu pour avoir organisé « un cours de journalisme en ligne persan de la BBC qui visait à recruter et à former des personnes pour diffuser de la propagande contre l'Iran ». Le 7 mars 2021, sa peine initiale prend fin, mais elle fait face à une deuxième série d'accusations le 14 mars. Le 26 avril, elle a été reconnue coupable d'activités de propagande contre le gouvernement et condamnée à un an de prison. Le 16 octobre, son appel est rejeté par un tribunal iranien.
Zaghari-Ratcliffe a toujours nié les accusations d'espionnage portées contre elle, et son mari soutient que sa femme « a été emprisonnée comme levier pour une dette due par le Royaume-Uni pour son incapacité à livrer des chars à l'Iran en 1979 ».
Nazanin Zaghari-Ratcliffe est libérée en même temps que Anousheh Ashouri le 16 mars 2022. Ils rentrent au Royaume-Uni le lendemain.

## Contexte de son emprisonnement

### Cause possible de son emprisonnement par le gouvernement iranien
En février 2018, Richard Ratcliffe déclare penser que la libération de sa femme dépend des intérêts sur une dette de 450 millions de livres sterling que le Royaume-Uni doit à l'Iran depuis les années 1970 pour un accord d'armement annulé,. En octobre 2019, il répète cette affirmation avec plus de détails, déclarant qu'une agence gouvernementale britannique utilisait « tous les barrages routiers légaux pour retarder et minimiser le paiement »,.

### Un différend sur l'accord de vente d'armes de 1971
En 1971, le gouvernement iranien, alors sous le Shah d'Iran, règle à la Grande-Bretagne une commande de plus de 1 500 chars Chieftain et autres véhicules blindés dans le cadre d'un accord de 650 millions de livres sterling. Lorsque le régime du Shah tombe, la Grande-Bretagne annule la part non encore livrée de la commande, sur laquelle le régime islamique demande un remboursement partiel. Un différend juridique existe depuis lors entre la Grande-Bretagne et l'Iran.
En janvier 2016, les États-Unis remboursent à l'Iran 400 millions de dollars pour du matériel militaire non livré, à l'occasion de la libération de quatre Irano-Américains, dont le journaliste du Washington Post Jason Rezaian, ce qui pourrait être considéré comme un précédent pour la situation de Zaghari-Ratcliffe.
Le 16 mars 2022, la ministre des Affaires étrangères Liz Truss annonce qu'après des mois de négociations, le gouvernement a payé la dette de 393,8 millions de livres sterling à l'Iran. Le même jour, l'interdiction de voyager imposée à Zaghari-Ratcliffe est annulée et elle retourne au Royaume-Uni,.